# Acacia amambayensis
Acacia amambayensis là một loài thực vật có hoa trong họ Đậu. Loài này được Hassl. miêu tả khoa học đầu tiên năm 1919.